# Les Punxes (Tavèrnoles)
Les Punxes és una masia de Tavèrnoles (Osona) inclosa a l'Inventari del Patrimoni Arquitectònic de Catalunya.

## Descripció
Edifici civil.
Masia de planta basilical. El cos central consta de planta baixa, pis i golfes. La façana es troba orientada a migdia, presenta un portal rectangular amb una finestra a cada costat a la planta baixa, tres finestres al primer pis i una a les golfes. A la resta de l'edifici s'hi obren diverses finestres, totes elles motllurades. Cal remarcar també que els ràfecs estan formats per lloses de pedra. Les parts de tramuntana, llevant i ponent estan envoltades per coberts i dependències agrícoles de construcció recent.
Els materials constructius són lleves de gres unides amb morter de calç i gres de color oliva, blavós i groguenc molt ben treballat pels escaires i obertures. L'estat de conservació és bo.

## Història
La masia es troba assentada sobre un serrat de gres i està dins la demarcació de Tavèrnoles, a la zona coneguda com a Savassona.
No es té cap dada històrica no constructiva que permeti datar la seva construcció o possibles reformes.